# 徳善屋敷
徳善屋敷（とくぜんやしき）は、徳島県三好市西祖谷山村徳善に位置する歴史的な建造物。徳島県の有形文化財に指定。

## 歴史
かつて東西の祖谷山を治めた高取名主八家（祖谷八屋敷）のひとつ。南北朝時代に楠木正成の家臣である伊藤兵部が祖谷に隠棲し、生地である河内国得銭の名を取り得銭の姓を名乗っていたが、後にこの地で徳善に改名したといわれている。
主屋は建築年代が1866年（慶應2年）で、間口10間半、奥行き5間半の大規模な木造入母屋造茅葺き平屋建て(現在屋根は覆鉄板となっている）で、正面には武家屋敷の名残をとどめる玄関構えを持っている。
2014年（平成26年）2月14日に徳島県の有形文化財に指定された。

## 交通
- 徳島自動車道「井川池田インターチェンジ」より車で約50分。
- JR土讃線「大歩危駅」より車で約10分。